# Andrew James Scott
Andrew James Scott es un deportista zimbabuense que compitió en natación adaptada. Ganó seis medallas en los Juegos Paralímpicos de Verano entre los años 1968 y 1980.

## Palmarés internacional
| Representando a Rodesia del Sur |                       |                   |                                 |
| Juegos Paralímpicos             |                       |                   |                                 |
| Año                             | Lugar                 | Medalla           | Prueba                          |
| 1968                            | Tel Aviv (Israel)     | Medalla de oro    | 50 m braza incompleta clase 4   |
| 1968                            | Tel Aviv (Israel)     | Medalla de plata  | 50 m espalda incompleta clase 4 |
| 1972                            | Heidelberg (RFA)      | Medalla de oro    | 75 m estilos 4                  |
| 1972                            | Heidelberg (RFA)      | Medalla de plata  | 50 m espalda 4                  |
| 1972                            | Heidelberg (RFA)      | Medalla de bronce | 50 m braza 4                    |
| Representando a Zimbabue        |                       |                   |                                 |
| Juegos Paralímpicos             |                       |                   |                                 |
| Año                             | Lugar                 | Medalla           | Prueba                          |
| 1980                            | Arnhem (Países Bajos) | Medalla de bronce | 50 m espalda 3                  |